# 錯體䱵
錯體䱵（學名：Mendosoma lineatum）是婢䱵科錯體䱵屬的物種之一，也是該屬的模式物種。

## 分布
本種分佈於副南極地區的寒溫帶海域，棲息水深介於0—20（0—66英尺），為底棲的溫帶魚類。

## 形態
本魚的背鰭拥有22至25條硬棘以及23至27條軟棘；臀鰭則有3條硬棘及17至21條軟棘，脊椎42至46節。背部呈黑橄欖綠色，向側身漸淺，到腹側呈銀色；背面及側面有水平方向的綠色橫紋及藍色的小斑點。
本魚雄性個體最長可達40.0（15.7英寸）。

## 生態
本魚常見於大型的低潮潟湖，經常與軟體的無脊椎動物一起生活，其亞成魚可能生活於遠洋帶。

## 利用
本魚的經濟利用情況不明。

## 保護狀態
國際自然保護聯盟瀕危物種紅色名錄至今乃未評估本魚的保護狀態。